# Wysokaja Gora (osiedle przy stacji)
Wysokaja Gora (ros. Высокая Гора) – osiedle przy stacji w Rosji, w Tatarstanie, ośrodek administracyjny rejonu wysokogorskiego. W 2010 liczyło 2968 mieszkańców.